# Leptobrachium chapaense
Leptobrachium chapaense är en groddjursart som först beskrevs av Bourret 1937.  Leptobrachium chapaense ingår i släktet Leptobrachium och familjen Megophryidae. IUCN kategoriserar arten globalt som livskraftig. Inga underarter finns listade i Catalogue of Life.